# Leptanilloides legionaria
Leptanilloides legionaria är en myrart som beskrevs av Brandao, Diniz, Agosti och Delabie 1999. Leptanilloides legionaria ingår i släktet Leptanilloides och familjen myror. Inga underarter finns listade i Catalogue of Life.

## Bildgalleri

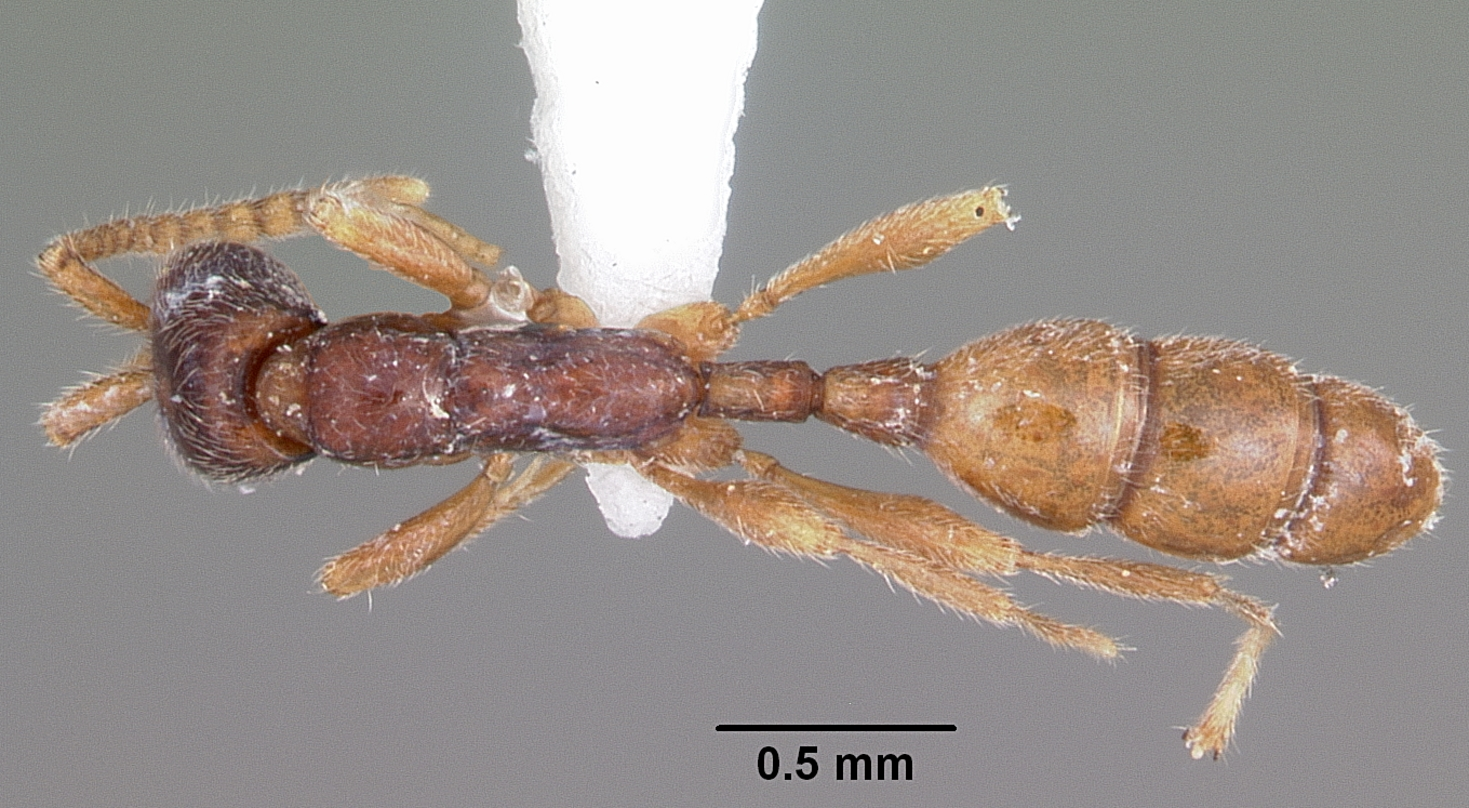
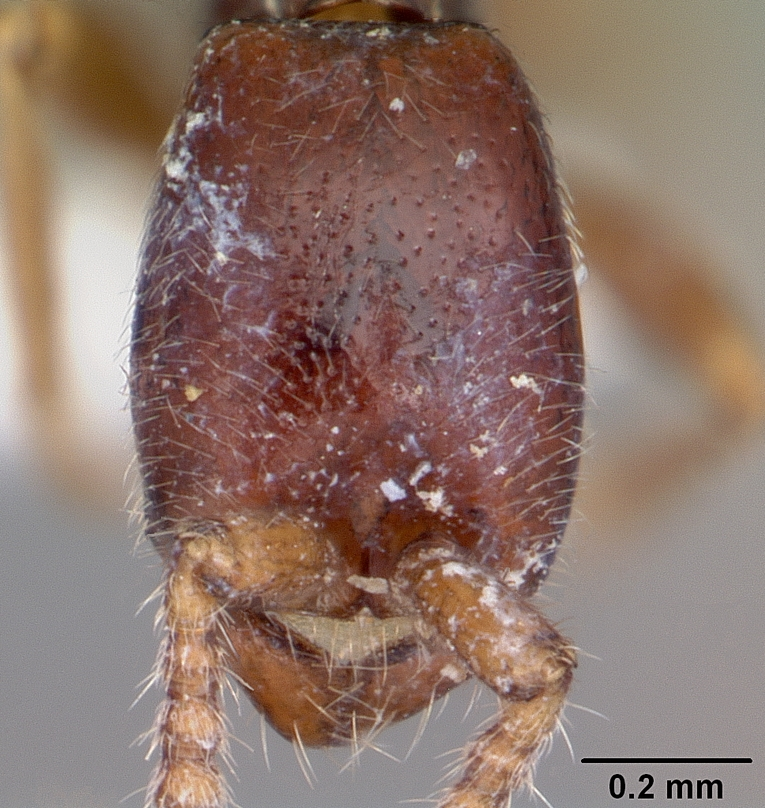
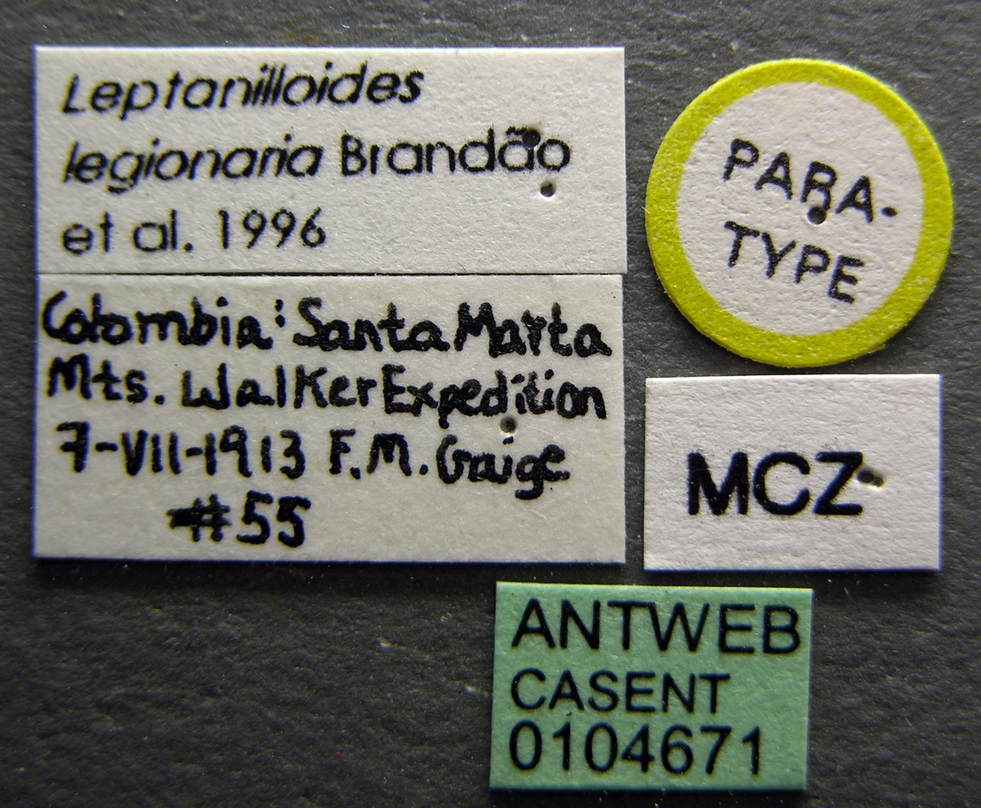
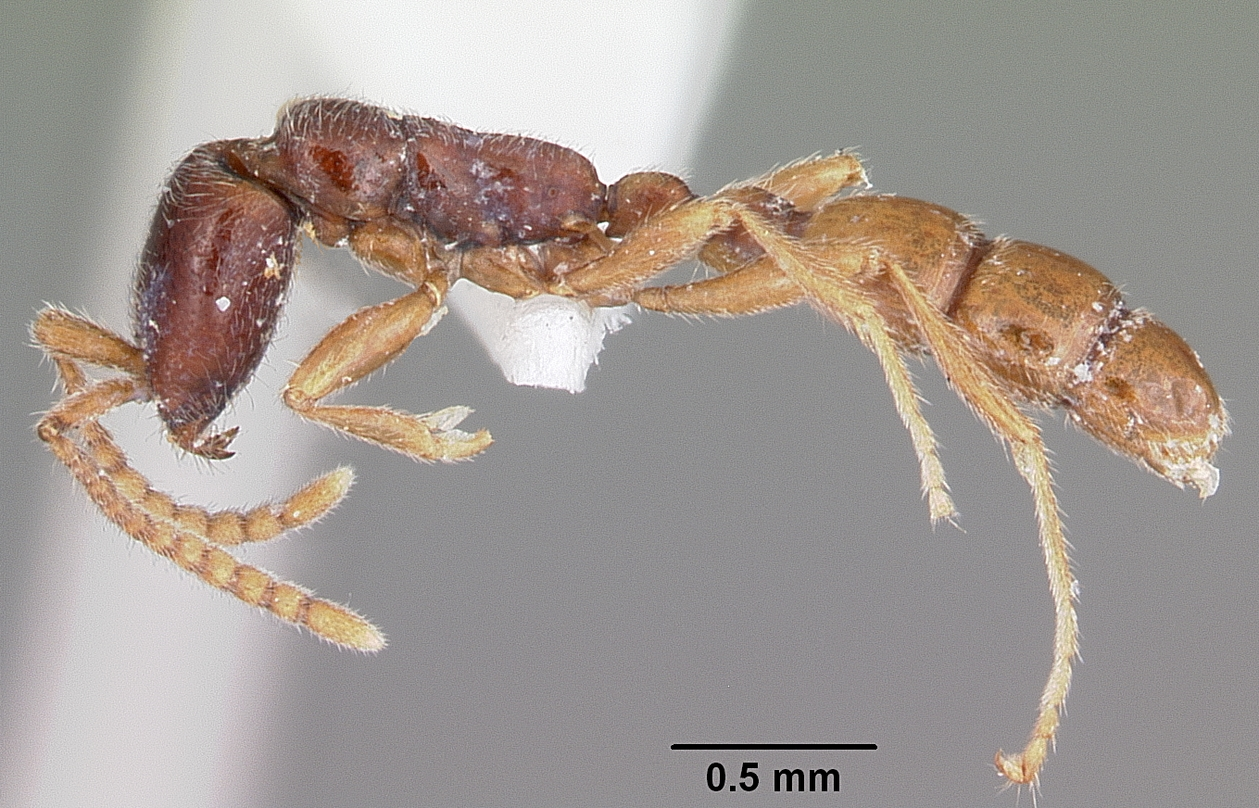